# Curtis Edwards
 (décembre 2017).
 (décembre 2017).
Curtis Edwards, né le 12 janvier 1994, est un footballeur anglais. Il évolue au poste de milieu relayeur au Notts County.

## Biographie
Edwards fait partie de l'académie de Middlesbrough depuis l'âge de 11 ans, mais sans arriver à rejoindre l'équipe professionnelle.
Après une première courte parenthèse au Darlington FC, il en a une autre à Spennymoor Town (en) qui se révèle également éphémère. Ces deux expériences sont entrecoupées d'un retour au Thornaby FC (en). En avril 2014, le dernier jour du mercato, il revient au Thornaby FC (en) pour la saison 2014-2015.
En juillet 2015, il s'installe à Ytterhogdal, un petit village du centre de la Suède, pour jouer dans l'équipe locale, l'Ytterhogdals IK (en), en cinquième division. À la fin de cette période, grâce au fait qu'il n'y ait pas de matchs en hiver en Suède, Edwards retourne au Thornaby FC (en), puis repart en Scandinavie pour reprendre la saison 2016 à Ytterhogdal.
En 2016, il est transféré à l'Östersunds FK, connaissant à ce moment, la première saison de son histoire en première division suédoise.
En mai 2017, lui et le club se qualifient pour la finale de la Coupe de Suède qu'ils remporteront.
Grâce à cette victoire, il effectue lors de cette même année ses débuts en Ligue Europa.
Le 26 juin 2024, il rejoint Notts County.

## Palmarès
- Östersunds FK
  - Vainqueur de la Coupe de Suède en 2017

- Djurgårdens IF
  - Champion de Suède en 2019